# Théorie des ensembles approximatifs
 (novembre 2016).
Si vous disposez d'ouvrages ou d'articles de référence ou si vous connaissez des sites web de qualité traitant du thème abordé ici, merci de compléter l'article en donnant les références utiles à sa vérifiabilité et en les liant à la section « Notes et références ».
Théorie des ensembles approximatifs – est un formalisme mathématique proposé en 1982 par le professeur Zdzisław Pawlak.
Elle généralise la théorie des ensembles classique.
Un ensemble approximatif (anglais : rough set) est un objet mathématique basé sur la logique 3 états.
Dans sa première définition, un ensemble approximatif est une paire de deux ensembles : une approximation inférieure et une approximation supérieure.
Il existe également un type d'ensembles approximatifs défini par une paire d'ensembles flous (anglais : fuzzy set).
Un élément peut appartenir aux deux approximations, à aucune ou seulement à l'approximation supérieure.
Le dernier cas est intéressant, car il permet de modéliser l'incertitude.